# سنترویل، شهرستان مونتگومری، ویرجینیا
سنترویل (به انگلیسی: Centerville) یک منطقهٔ مسکونی در ایالات متحده آمریکا است که در شهرستان مونتگومری، ویرجینیا واقع شده‌است. سنترویل ۵۹۹٫۸۵ متر بالاتر از سطح دریا قرار دارد.